# Неаполитанская школа

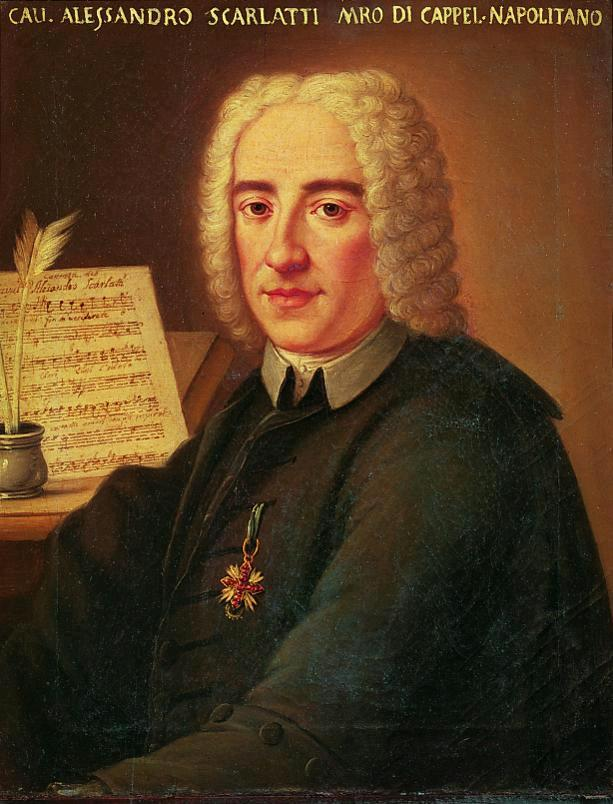
Алессандро Скарлатти(1660—1725)

Неаполитанская школа — европейские композиторы XVII—XVIII веков, работавшие в Неаполе преимущественно в жанре оперы. Основателем школы считается Алессандро Скарлатти (1660—1725), а предтечей нового стиля — Франческо Провенцале (1627—1704).
Стиль неаполитанской школы отличается от венецианской, венской и флорентийской школ красотой мелодии. Центральную роль в произведениях неаполитанской школы играет голос, а инструментовка и драматургия занимают подчинённое положение. Это на некоторое время сделало Неаполь центром итальянской оперы, однако вскоре наступила реакция на шаблонный характер произведений, состоявших в основном из речитативов и арий, выразившаяся в появлении пародийной оперы-буффа.
Видными представителями неаполитанской школы были Франческо Дуранте, Леонардо Лео, Франческо Фео, Никола Порпора, Леонардо Винчи, Никколо Йоммелли, Иоганн Адольф Хассе, Томмазо Траэтта. Целый ряд опер был написан на либретто Пьетро Метастазио.
Ключевым местом в развитии неаполитанской школы был оперный театр Сан-Карло, старейший оперный театр Италии.